# Did You Know That There's a Tunnel Under Ocean Blvd
Did You Know That There's a Tunnel Under Ocean Blvd je deváté studiové album americké zpěvačky a skladatelky Lany Del Rey. Album bylo vydáno 24. března 2023 skrze nahrávací společnosti Interscope Records a Polydor Records. Albu předcházelo vydání hlavního singlu a titulní skladby „Did You Know That There's a Tunnel Under Ocean Blvd“, které se uskutečnilo 7. prosince 2022.
Album bylo v roce 2023 nominováno na cenu Grammy za album roku, za nejlepší alternativní album a skladba A&W byla nominována na cenu Grammy za píseň roku.

## Pozadí tvorby
Del Rey na albu začala pracovat krátce po vydání svého osmého studiového alba Blue Banisters v říjnu 2021. Del Rey uvedla, že vždy nazpívala cokoliv ji napadlo do hlasových poznámek na mobilu a později tyto nahrávky posílala skladateli Drewu Ericksonovi. Píseň z alba, „Fingertips“, byla nahrána tímto způsobem.
Později začala spolupracovat s Mikem Hermosou a Jackem Antonoffem.

## Vydání
Vydání alba bylo původně plánováno na 10. března 2023, ale 13. ledna 2023 bylo z nezveřejněných důvodů posunuto na 24. března. Seznam skladeb alba byl odhalen 13. ledna 2023.
Did You Know That There's a Tunnel Under Ocean Blvd bylo celosvětově vydáno 24. března 2023 v několika formátech, včetně vinylové desky a audiokazety.
Del Rey se vydala na turné za účelem podpory alba, během kterého se objevila na několika hudebních festivalech, včetně festivalu Glastonbury, Outside Lands a festivalu Primavera Sound.

## Seznam skladeb
| Pořadí         | Název                                                                              | Délka |
| -------------- | ---------------------------------------------------------------------------------- | ----- |
| 1.             | The Grants                                                                         | 4:55  |
| 2.             | Did You Know That There's a Tunnel Under Ocean Blvd                                | 4:45  |
| 3.             | Sweet                                                                              | 3:36  |
| 4.             | A&W                                                                                | 7:13  |
| 5.             | Judah Smith Interlude                                                              | 4:36  |
| 6.             | Candy Necklace (s Jon Batiste)                                                     | 5:14  |
| 7.             | Jon Batiste Interlude                                                              | 3:33  |
| 8.             | Kintsugi                                                                           | 6:18  |
| 9.             | Fingertips                                                                         | 5:48  |
| 10.            | Paris, Texas (se SYML)                                                             | 3:26  |
| 11.            | Grandfather Please Stand on the Shoulders of My Father While He's Deep-Sea Fishing | 4:00  |
| 12.            | Let the Light In (s Father John Misty)                                             | 4:38  |
| 13.            | Margaret (s Bleachers)                                                             | 5:39  |
| 14.            | Fishtail                                                                           | 4:02  |
| 15.            | Peppers (s Tommy Genesis)                                                          | 4:08  |
| 16.            | Taco Truck x VB                                                                    | 5:53  |
| Celková délka: | Celková délka:                                                                     | 77:43 |